# 青木保 (文部官僚)
青木 保（あおき たもつ、1852年1月3日（嘉永4年12月12日）- 1908年（明治41年）3月27日）は明治時代の日本の文部官僚、教育者。旧足守藩士。

## 来歴
嘉永4年12月12日（1852年1月3日）、青木元永の長子として備中国足守に生まれる。幼名は英之進。藩校・追琢舎を経て犬飼松窓、山田方谷らに漢学を学んだのち、明治3年（1870年）12月に足守藩選出の貢進生として大学南校に入学。貢進生制度が廃止され、校名が南校、第一大学区第一番中学と移り変わる中、英語専攻の学級に在籍して学業を続け、明治6年（1873年）4月に同校が専門学校である開成学校（ほどなく東京開成学校と改称）に改組されると法学科の予科に編入されている。
明治8年（1875年）7月、退学して兵庫県十一等出仕となり、同県四等訳官兼権中属、次いで中属兼三等訳官に昇任。明治10年（1877年）1月、官立大阪師範学校の教員兼監事に転じ、明治11年（1878年）1月には校長心得を命じられたが、同校は経費削減のため翌2月に廃止され、残務引継に追われた。その後、同年5月に秋田県師範学校（12月に秋田師範学校と改称）副校長となり、7月には秋田県五等属に就任。翌年1月まで県学務課長兼師範学校長を務めた。秋田時代には元大阪英語学校教師クリストファー・カロザースを英語教師として招聘する契約を結んだほか、明治11年7月に紀行作家イザベラ・バードが当地を訪れ師範学校に立ち寄った際に校内を案内している。
明治12年（1879年）2月、太政官六等属となって調査局に勤務し、翌明治13年（1880年）3月の官制改革で調査局が廃止されると、同局の業務を引き継ぎ新設された会計部に移った。同年6月、文部省五等属に転じて官立学務局勤務となり、以後長らく同省に在職。明治17年（1884年）7月に准奏任御用掛、翌明治18年（1885年）8月に文部権少書記官に進み、文部書記官、文部省参事官、文部書記官兼文部省参事官を経て明治28年（1895年）10月に退官した。省内では明治18年12月に大臣官房第一課長心得となったのち、明治19年（1886年）3月から退官までのほとんどの間文書課長を務めたほか、明治19年1月から翌月まで音楽取調掛主幹を、明治22年（1889年）3月中に東京教育博物館主幹を、明治23年（1890年）7月から明治25年（1892年）11月まで大学・専門学校事務を管掌する専門学務局第一課長を、明治26年（1893年）1月頃および明治27年（1894年）2月から翌年4月まで図書課長を兼務している。
明治41年（1908年）3月27日、急性肺炎により東京牛込区天神町の自邸で死去。享年58。

## 親族
- 父：元永（- 1885） - 号は樹永。足守藩士[3][16]。
- 後妻：寿々（1867 -） - 東京府士族山村良吉長女[17]。
  - 次男：芳彦（1886 -） - 東京帝国大学理科大学卒。第四高等学校教授、陸軍砲工学校・陸軍兵器学校・陸軍科学学校教官。妻・キミは内務官僚高岡直吉長女[17][18][19]。
  - 娘：登志（1889 -） - 日本女子大学校卒。電気技術者内坂素夫夫人[18][20]。
  - 息子：幸彦（1893 -） - 東京高等工業学校卒[18]。

## 著作
訳書
- 『薩摩叛乱記』 渋谷啓蔵ほか共訳（国立公文書館、国立国会図書館憲政資料室所蔵岩倉具視関係文書、東京大学史料編纂所）
Augustus Henry Mounsey. The Satsuma Rebellion. の翻訳。
  - 『薩摩反乱記』 安岡昭男補注、平凡社〈東洋文庫〉、1979年3月、ISBN 4582803504

## 関連文献
- 「元文部書記官兼文部省参事官正六位勲六等青木保特旨叙位ノ件」（国立公文書館所蔵 「叙位裁可書・明治二十八年・叙位巻十」） - アジア歴史資料センター Ref.A10110546500
- 「文部少書記官 青木保」（唐沢富太郎著 『貢進生 : 幕末維新期のエリート』 ぎょうせい、1974年12月）
  - 唐沢富太郎著 『唐沢富太郎著作集 第4巻 貢進生 人生・運命・宗教』 ぎょうせい、1990年10月、ISBN 4324016259

| 公職                     | 公職                                                   | 公職          |
| ------------------------ | ------------------------------------------------------ | ------------- |
| 先代 太平学校長 頓野馬彦 | 秋田師範学校長 1878年 - 1879年 秋田県師範学校長 1878年 | 次代 頓野馬彦 |
| 先代 校長 西村貞         | 大阪師範学校長心得 1878年                              | 次代 （廃止） |